# Miniophyllodes aurora
Miniophyllodes aurora là một loài bướm đêm trong họ Erebidae.